# Élections législatives de 1978 en Ille-et-Vilaine
Les élections législatives françaises de 1978 se déroulent les 12 et 19 mars 1978. Dans le département d'Ille-et-Vilaine, six députés sont à élire dans le cadre de six circonscriptions.

## Élus
| Circonscription                                 | Député sortant      | Parti | Parti | Député élu ou réélu | Parti | Parti     |
| ----------------------------------------------- | ------------------- | ----- | ----- | ------------------- | ----- | --------- |
| 1re                                             | Jacques Cressard    |       | RPR   | Jacques Cressard    |       | RPR       |
| 2e                                              | François Le Douarec |       | RPR   | François Le Douarec |       | RPR       |
| 3e                                              | Pierre Méhaignerie  |       | CDS   | Pierre Méhaignerie  |       | UDF (CDS) |
| 4e                                              | Édouard Simon *     |       | RI    | Alain Madelin       |       | UDF (PR)  |
| 5e                                              | Michel Cointat      |       | RPR   | Michel Cointat      |       | RPR       |
| 6e                                              | Yvon Bourges        |       | RPR   | Yvon Bourges        |       | RPR       |
| * Député sortant ne se représentant pas en 1978 |                     |       |       |                     |       |           |

## Résultats
Les résultats des élections proviennent du quotidien Le Monde.

### Résultats à l'échelle du département
| Parti          | Parti                              | Premier tour | Premier tour | Second tour | Second tour | Sièges |
| Parti          | Parti                              | Voix         | %            | Voix        | %           | Sièges |
| -------------- | ---------------------------------- | ------------ | ------------ | ----------- | ----------- | ------ |
|                | Rassemblement pour la République   | 126 502      | 32,52        | 128 238     | 46,44       | 4      |
|                | Union pour la démocratie française | 90 419       | 23,24        | 30 123      | 10,91       | 2      |
|                | Divers droite dont DC              | 6 665        | 1,71         |             |             | 0      |
|                | Majorité présidentielle            | 223 586      | 57,47        | 158 361     | 57,35       | 6      |
|                |                                    |              |              |             |             |        |
|                | Parti socialiste                   | 97 172       | 24,98        | 117 784     | 42,65       | 0      |
|                | Parti communiste français          | 36 613       | 9,41         |             |             | 0      |
|                | Mouvement des radicaux de gauche   | 4 781        | 1,23         | 0           |             |        |
|                | Union de la gauche                 | 138 566      | 35,62        | 117 784     | 42,65       | 0      |
|                |                                    |              |              |             |             |        |
|                | Extrême gauche (LO, LCR et UOPDP)  | 10 122       | 2,60         |             |             | 0      |
|                | Régionaliste                       | 4 379        | 1,13         | 0           |             |        |
|                | Sans étiquette                     | 3 573        | 0,92         | 0           |             |        |
|                | Parti socialiste unifié            | 3 512        | 0,90         | 0           |             |        |
|                | Parti des forces nouvelles         | 2 539        | 0,65         | 0           |             |        |
|                | Union des gaullistes de progrès    | 1 449        | 0,37         | 0           |             |        |
|                | Mouvement des démocrates           | 1 305        | 0,34         | 0           |             |        |
|                |                                    |              |              |             |             |        |
| Inscrits       | Inscrits                           | 471 893      | 100,00       | 328 592     | 100,00      | 6      |
| Abstentions    | Abstentions                        | 75 175       | 15,93        | 47 350      | 14,41       |        |
| Votants        | Votants                            | 396 718      | 84,07        | 281 242     | 85,59       |        |
| Blancs et nuls | Blancs et nuls                     | 7 687        | 1,94         | 5 097       | 1,81        |        |
| Exprimés       | Exprimés                           | 389 031      | 98,06        | 276 145     | 98,19       |        |

### Résultats par circonscription

#### Première circonscription (Rennes-Nord)
La circonscription de Rennes-Nord comprenait six cantons : Bécherel, Hédé, Liffré, Rennes-Nord-Est, Rennes-Nord-Ouest et Saint-Aubin-d'Aubigné. Par ordre alphabétique, les deux principaux candidats en lice dans cette circonscription sont :
- Jacques Cressard, député sortant et conseiller général de Rennes-IV, investi par le RPR ;
- Edmond Decamps, docteur ès sciences et chercheur, pour le PR (UDF) ;
- Edmond Hervé, conseiller général de Rennes-III et maire de Rennes, pour le PS.

| Candidat       | Candidat                       | Parti                | Premier tour | Premier tour | Second tour | Second tour |  |
| Candidat       | Candidat                       | Parti                | Voix         | %            | Voix        | %           |  |
| -------------- | ------------------------------ | -------------------- | ------------ | ------------ | ----------- | ----------- |  |
|                | Jacques Cressard sortant réélu | RPR                  | 28 974       | 38,88        | 42 548      | 54,27       |  |
|                | Edmond Hervé                   | PS                   | 24 340       | 32,66        | 35 853      | 45,73       |  |
|                | Edmond Decamps                 | UDF (PR)             | 7 984        | 10,71        |             |             |  |
|                | Jacques Rolland                | PCF                  | 6 419        | 8,61         |             |             |  |
|                | Daniel Martin                  | PSU (FAB)            | 1 763        | 2,36         |             |             |  |
|                | Louis Le Clainche              | Divers droite (DC)   | 1 330        | 1,78         |             |             |  |
|                | Denis Guillard                 | LO                   | 1 067        | 1,43         |             |             |  |
|                | Alfred Vannier                 | Extrême droite (PFN) | 868          | 1,16         |             |             |  |
|                | René Gorvan                    | Régionaliste (EDB)   | 633          | 0,85         |             |             |  |
|                | Patrice Portier                | LCR (CCA)            | 496          | 0,66         |             |             |  |
|                | Jean-Marc Lafôret              | UOPDP                | 423          | 0,57         |             |             |  |
|                | Dominique Técher               | Extrême gauche (OCF) | 224          | 0,30         |             |             |  |
|                |                                |                      |              |              |             |             |  |
| Inscrits       | Inscrits                       | Inscrits             | 93 108       | 100,00       | 93 107      | 100,00      |  |
| Abstentions    | Abstentions                    | Abstentions          | 17 108       | 18,37        | 13 400      | 14,39       |  |
| Votants        | Votants                        | Votants              | 76 000       | 81,63        | 79 707      | 85,61       |  |
| Blancs et nuls | Blancs et nuls                 | Blancs et nuls       | 1 479        | 1,95         | 1 306       | 1,64        |  |
| Exprimés       | Exprimés                       | Exprimés             | 74 521       | 98,05        | 78 401      | 98,36       |  |

#### Deuxième circonscription (Rennes-Sud)
La circonscription de Rennes-Sud comprenait sept cantons : Châteaugiron, Montauban-de-Bretagne, Montfort-sur-Meu, Mordelles, Rennes-Sud-Est, Rennes-Sud-Ouest et Saint-Méen-le-Grand. Par ordre alphabétique, les deux principaux candidats en lice dans cette circonscription sont :
- Christian Benoist, adjoint au maire de Rennes et vice-président de Rennes District, pour le PCF ;
- Jean-Michel Boucheron, conseiller général de Rennes-V et adjoint au maire de Rennes, pour le PS ;
- François Le Douarec, député sortant, conseiller général de Rennes-VIII et président du conseil général, investi par le RPR ;
- Alain Galesne, conseiller municipal d'Acigné, pour le Parti radical avec le soutien de l'UDF.

| Candidat       | Candidat                          | Parti                | Premier tour | Premier tour | Second tour | Second tour |  |
| Candidat       | Candidat                          | Parti                | Voix         | %            | Voix        | %           |  |
| -------------- | --------------------------------- | -------------------- | ------------ | ------------ | ----------- | ----------- |  |
|                | François Le Douarec sortant réélu | RPR                  | 36 424       | 35,69        | 56 397      | 53,07       |  |
|                | Jean-Michel Boucheron             | PS                   | 29 346       | 28,75        | 49 880      | 46,93       |  |
|                | Christian Benoist                 | PCF                  | 12 295       | 12,05        |             |             |  |
|                | Alain Galesne                     | UDF (Rad)            | 11 697       | 11,46        |             |             |  |
|                | Pierre Abegg                      | UDF (PR)             | 4 723        | 4,63         |             |             |  |
|                | Alain Ruellan                     | PSU (FAB)            | 1 749        | 1,71         |             |             |  |
|                | Raymond Madec                     | LO                   | 1 607        | 1,57         |             |             |  |
|                | Yves Rouger                       | UDB                  | 1 582        | 1,55         |             |             |  |
|                | Yves Brandeho                     | PFN                  | 919          | 0,90         |             |             |  |
|                | Jacques Marolleau                 | Extrême gauche (OCF) | 589          | 0,58         |             |             |  |
|                | Jean-Gabriel Le Cam               | UOPDP                | 571          | 0,56         |             |             |  |
|                | André Pihuit                      | LCR (CCA)            | 567          | 0,56         |             |             |  |
|                |                                   |                      |              |              |             |             |  |
| Inscrits       | Inscrits                          | Inscrits             | 124 734      | 100,00       | 124 734     | 100,00      |  |
| Abstentions    | Abstentions                       | Abstentions          | 21 133       | 16,94        | 16 919      | 13,56       |  |
| Votants        | Votants                           | Votants              | 103 601      | 83,06        | 107 815     | 86,44       |  |
| Blancs et nuls | Blancs et nuls                    | Blancs et nuls       | 1 532        | 1,48         | 1 538       | 1,43        |  |
| Exprimés       | Exprimés                          | Exprimés             | 102 069      | 98,52        | 106 277     | 98,57       |  |

#### Troisième circonscription (Vitré)
La circonscription de Vitré comprenait sept cantons : Argentré-du-Plessis, Châteaubourg, La Guerche-de-Bretagne, Janzé, Retiers, Vitré-Est et Vitré-Ouest. Par ordre alphabétique, les deux principaux candidats en lice dans cette circonscription sont :
- Guy Gerbaud, conseiller municipal de La Guerche-de-Bretagne, pour le PS ;
- Pierre Méhaignerie, député sortant, conseiller général de Vitré-Est et maire de Vitré, investi par le CDS (UDF).

|                | Pierre Méhaignerie sortant réélu | UDF (CDS)      | 32 196 | 72,38  |  |  |  |
|                | Guy Gerbaud                      | PS             | 7 970  | 17,92  |  |  |  |
|                | Jean Le Duff                     | PCF            | 1 598  | 3,59   |  |  |  |
|                | Jean-François Brault             | UGP            | 1 449  | 3,26   |  |  |  |
|                | Marc Mougard                     | LO             | 1 270  | 2,85   |  |  |  |
|                |                                  |                |        |        |  |  |  |
| Inscrits       | Inscrits                         | Inscrits       | 51 995 | 100,00 |  |  |  |
| Abstentions    | Abstentions                      | Abstentions    | 6 233  | 11,99  |  |  |  |
| Votants        | Votants                          | Votants        | 45 762 | 88,01  |  |  |  |
| Blancs et nuls | Blancs et nuls                   | Blancs et nuls | 1 279  | 2,79   |  |  |  |
| Exprimés       | Exprimés                         | Exprimés       | 44 483 | 97,21  |  |  |  |

#### Quatrième circonscription (Redon)
La circonscription de Redon comprenait huit cantons : Bain-de-Bretagne, Grand-Fougeray, Guichen, Maure-de-Bretagne, Pipriac, Plélan-le-Grand, Redon et Le Sel-de-Bretagne. Par ordre alphabétique, les trois principaux candidats en lice dans cette circonscription sont :
- Pierre Bourges, conseiller municipal de Redon, pour le PS ;
- Jean-Baptiste Lelièvre, conseiller général de Redon et conseiller régional de Bretagne, investi par le CDS ;
- Alain Madelin, chargé de mission, investi par le PR et soutenu par Édouard Simon, député sortant de la circonscription ;
- Yvonne Renouard, maire de Langon et veuve d'Isidore Renouard, député de la circonscription décédé en fonction en 1975, candidate divers droite soutenue par le RPR.

| Candidat       | Candidat               | Parti          | Premier tour | Premier tour | Second tour | Second tour |  |
| Candidat       | Candidat               | Parti          | Voix         | %            | Voix        | %           |  |
| -------------- | ---------------------- | -------------- | ------------ | ------------ | ----------- | ----------- |  |
|                | Alain Madelin élu      | UDF (PR)       | 15 375       | 33,49        | 30 123      | 66,00       |  |
|                | Jean-Baptiste Lelièvre | UDF (CDS)      | 8 418        | 18,34        | Retrait     | Retrait     |  |
|                | Pierre Bourges         | PS             | 8 336        | 18,16        | 15 515      | 33,99       |  |
|                | Yvonne Renouard        | Divers droite  | 5 331        | 11,61        |             |             |  |
|                | Marcel Dubois          | PCF            | 4 096        | 8,92         |             |             |  |
|                | René Chesnais          | Sans étiquette | 3 279        | 7,14         |             |             |  |
|                | Gérard Grugier         | LO             | 1 065        | 2,32         |             |             |  |
|                | Hervé Le Pouriel       | Divers droite  | 4            | 0,01         |             |             |  |
|                |                        |                |              |              |             |             |  |
| Inscrits       | Inscrits               | Inscrits       | 55 586       | 100,00       | 55 580      | 100,00      |  |
| Abstentions    | Abstentions            | Abstentions    | 8 846        | 15,91        | 9 021       | 16,23       |  |
| Votants        | Votants                | Votants        | 46 740       | 84,09        | 46 559      | 83,77       |  |
| Blancs et nuls | Blancs et nuls         | Blancs et nuls | 836          | 1,79         | 921         | 1,98        |  |
| Exprimés       | Exprimés               | Exprimés       | 45 904       | 98,21        | 45 638      | 98,02       |  |

#### Cinquième circonscription (Fougères)
La circonscription de Fougères comprenait six cantons : Antrain, Fougères-Nord, Fougères-Sud, Louvigné-du-Désert, Saint-Aubin-du-Cormier et Saint-Brice-en-Coglès. Par ordre alphabétique, les deux principaux candidats en lice dans cette circonscription sont :
- Michel Cointat, député sortant et maire de Fougères, investi par le RPR ;
- Yves Corvaisier, sous-directeur au ministère de l'Équipement, pour le CDS (UDF) ;
- Jacques Faucheux, conseiller municipal de Fougères, pour le PS.

| Candidat       | Candidat                     | Parti                | Premier tour | Premier tour | Second tour | Second tour |  |
| Candidat       | Candidat                     | Parti                | Voix         | %            | Voix        | %           |  |
| -------------- | ---------------------------- | -------------------- | ------------ | ------------ | ----------- | ----------- |  |
|                | Michel Cointat sortant réélu | RPR                  | 22 145       | 47,51        | 29 293      | 63,92       |  |
|                | Jacques Faucheux             | PS                   | 7 544        | 16,18        | 16 536      | 36,08       |  |
|                | Yves Corvaisier              | UDF (CDS)            | 7 149        | 15,34        | Retrait     | Retrait     |  |
|                | Jean-Claude Guillerm         | PCF                  | 4 284        | 9,19         |             |             |  |
|                | Jean Taillandier             | MRG                  | 3 338        | 7,16         |             |             |  |
|                | Louis Feuvrier               | MDD                  | 1 305        | 2,80         |             |             |  |
|                | Jacques Chapoy               | LO                   | 721          | 1,54         |             |             |  |
|                | Gilles Ronne                 | Extrême gauche (OCF) | 123          | 0,26         |             |             |  |
|                |                              |                      |              |              |             |             |  |
| Inscrits       | Inscrits                     | Inscrits             | 55 172       | 100,00       | 55 171      | 100,00      |  |
| Abstentions    | Abstentions                  | Abstentions          | 7 516        | 13,62        | 8 010       | 14,52       |  |
| Votants        | Votants                      | Votants              | 47 656       | 86,38        | 47 161      | 85,48       |  |
| Blancs et nuls | Blancs et nuls               | Blancs et nuls       | 1 047        | 2,2          | 1 332       | 2,82        |  |
| Exprimés       | Exprimés                     | Exprimés             | 46 609       | 97,8         | 45 829      | 97,18       |  |

#### Sixième circonscription (Saint-Malo)
La circonscription de Saint-Malo comprenait neuf cantons : Cancale, Châteauneuf-d'Ille-et-Vilaine, Combourg, Dinard, Dol-de-Bretagne, Pleine-Fougères, Saint-Malo-Nord, Saint-Malo-Sud et Tinténiac. Par ordre alphabétique, les deux principaux candidats en lice dans cette circonscription sont :
- Yvon Bourges, ministre de la Défense, conseiller général et maire de Dinard, investi par le RPR ;
- Louis Chopier, maire de Saint-Malo, pour le PS ;
- Jean Lemaître, adjoint au maire de Saint-Malo, pour le PCF.

|                | Yvon Bourges sortant réélu | RPR            | 38 959 | 51,64  |  |  |  |
|                | Louis Chopier              | PS             | 19 636 | 26,02  |  |  |  |
|                | Jean Lemaître              | PCF            | 7 921  | 10,50  |  |  |  |
|                | Louis-René Richecoeur      | UDF (PSD)      | 2 877  | 3,81   |  |  |  |
|                | Bruno Baron-Renault        | MRG            | 1 443  | 1,91   |  |  |  |
|                | Véronique Rivière          | LO             | 1 399  | 1,85   |  |  |  |
|                | Jean Montfort              | Régionaliste   | 1 325  | 1,75   |  |  |  |
|                | Henri Gourmelen            | UDB            | 839    | 1,11   |  |  |  |
|                | Yves Duprès                | PFN            | 752    | 0,99   |  |  |  |
|                | Jean-Baptiste Riou         | Sans étiquette | 294    | 0,39   |  |  |  |
|                |                            |                |        |        |  |  |  |
| Inscrits       | Inscrits                   | Inscrits       | 91 298 | 100,00 |  |  |  |
| Abstentions    | Abstentions                | Abstentions    | 14 339 | 15,71  |  |  |  |
| Votants        | Votants                    | Votants        | 76 959 | 84,29  |  |  |  |
| Blancs et nuls | Blancs et nuls             | Blancs et nuls | 1 514  | 1,97   |  |  |  |
| Exprimés       | Exprimés                   | Exprimés       | 75 445 | 98,03  |  |  |  |

## Rappel des résultats départementaux des élections de 1973

### Élus en 1973
| Circ.            | Élu(e) | Élu(e) | Élu(e)                | Élu(e)     | Élu(e)     | Battu(e) (seconde place) | Battu(e) (seconde place) | Battu(e) (seconde place) | Battu(e) (seconde place) | Battu(e) (seconde place) |
| Circ.            | Parti  | Parti  | Nom                   | % Exprimés | % Exprimés | Parti                    | Parti                    | Nom                      | % Exprimés               | % Exprimés               |
| Circ.            | Parti  | Parti  | Nom                   | 1er tour   | 2e tour    | Parti                    | Parti                    | Nom                      | 1er tour                 | 2e tour                  |
| ---------------- | ------ | ------ | --------------------- | ---------- | ---------- | ------------------------ | ------------------------ | ------------------------ | ------------------------ | ------------------------ |
| 1re              |        | UDR    | Jacques Cressard *    | 40,44      | 57,28      |                          | PS                       | Edmond Hervé             | 18,16                    | 42,72                    |
| 2e               |        | UDR    | François Le Douarec * | 46,54      | 56,19      |                          | PS                       | Michel Phlipponneau      | 22,32                    | 43,81                    |
| 3e               |        | CDP    | Pierre Méhaignerie    | 52,70      |            |                          | UDR                      | Henri Lassourd *         | 27,20                    |                          |
| 4e               |        | RI     | Isidore Renouard *    | 46,28      | 63,41      |                          | DVD                      | Gaël du Halgouët         | 22,57                    | 36,59                    |
| 5e               |        | UDR    | Michel Cointat *      | 47,90      | 62,73      |                          | MR                       | Yves Corvaisier          | 24,45                    | 37,27                    |
| 6e               |        | UDR    | Yvon Bourges *        | 51,06      |            |                          | PS                       | Alain Roman              | 19,08                    |                          |
| * Député sortant |        |        |                       |            |            |                          |                          |                          |                          |                          |

Remarques
1re circonscription : Michel Denis, candidat du Centre démocratie et progrès arrivé deuxième, se retire.